# Vista Hermosa, Atlahuilco
Vista Hermosa är en ort i Mexiko.   Den ligger i kommunen Atlahuilco och delstaten Veracruz, i den sydöstra delen av landet, 220 km öster om huvudstaden Mexico City. Vista Hermosa ligger 2 345 meter över havet och antalet invånare är 482.
Terrängen runt Vista Hermosa är kuperad åt sydost, men åt nordväst är den bergig. Runt Vista Hermosa är det ganska tätbefolkat, med 93 invånare per kvadratkilometer. Närmaste större samhälle är Orizaba, 15,1 km norr om Vista Hermosa. I omgivningarna runt Vista Hermosa växer i huvudsak blandskog.